# Magnetresonanzmikroskop

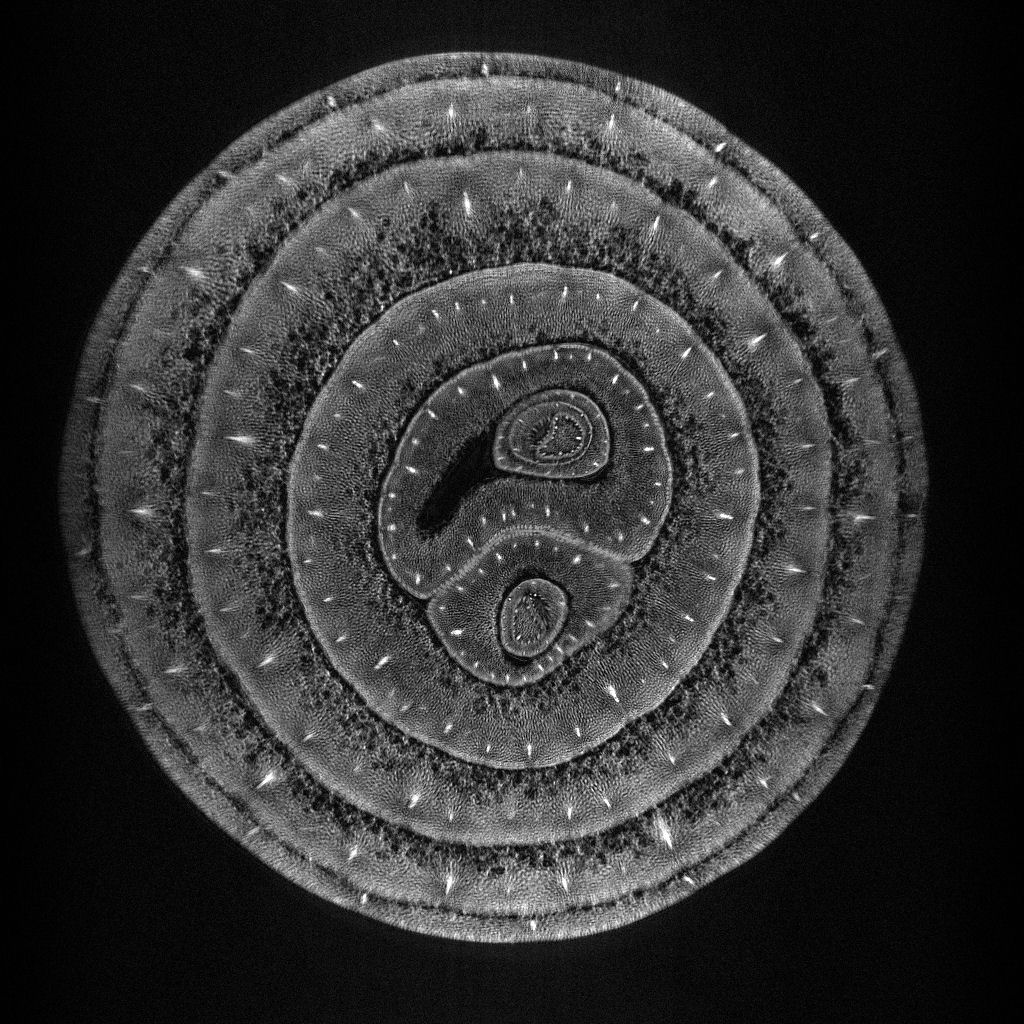
Magnetresonanzaufnahme einer Zwiebel (Querschnitt)

Ein Magnetresonanzmikroskop oder auch MRM ist eine Messtechnik die praktisch eine Magnetresonanztomographie auf mikroskopischem Maßstab darstellt. Eingesetzt wird es vor allem in der Materialwissenschaft. Zum Verfahren selbst siehe Magnetresonanztomographie. Damit werden Voxel-Auflösungen von 100 µm³ erreicht.
Manchmal wird für das Verfahren auch verkürzend der Begriff Magnetmikroskop verwendet, wobei der Begriff irreführend für obiges Verfahren ist, da dabei nicht das von dem zu untersuchenden Werkstück ausgehende magnetische Feld dargestellt wird, sondern die bei der Kernspinresonanz ausgesendeten Funkwellen. Der Begriff ist eher geeignet für das weiter unten beschriebene Rasterkraftmagnetmikroskop oder für Techniken, bei denen direkt ein Abbild des Magnetfeldes (zum Beispiel mit Hall-Effekt-Sensoren) aufgenommen wird.
Wird ähnlich wie beim Rastertunnelmikroskop direkt das Magnetfeld der Oberfläche mit Hilfe von SQUIDs (die den Josephson-Effekt ausnutzen) abgetastet, so spricht man von Rasterkraftmagnetmikroskop, MRFM oder Rastermagnetmikroskop. Dieses Verfahren wird bei der Untersuchung von Strukturen im Nanometerbereich oder darunter eingesetzt, um zum Beispiel Halbleiterstrukturen oder Proteine zu untersuchen. Die Grundlagen und theoretische Möglichkeiten wurde erstmals 1991 beschrieben. Das erste MRFM Bild wurde 1993 am IBM Almaden Research Center aufgezeichnet (Bild mit 1 µm vertikaler und 5 µm horizontaler Auflösung der Oberfläche einer paramagnetischen Substanz). Eine Auflösung im Nanometerbereich wurde 2003 erreicht. Die Beobachtung des magnetischen Spin eines einzelnen Elektrons gelang 2004.